# Вернёй-сюр-Авр
Вернёй-сюр-Авр (фр. Verneuil-sur-Avre) — ассоциированная коммуна на севере Франции, регион Нормандия, департамент Эр, округ Эврё, центр одноименного кантона. Расположена в 39 км к юго-западу от Эврё и в 58 км к северо-западу от Шартра. Через город проходит автомагистраль N12.
Население (2014) — 6 680 человек.
С 1 января 2017 года коммуны Вернёй-сюр-Авр и Франшвиль объединились в новую коммуну Вернёй-д'Авр-э-д'Итон. 

## История
Верней-сюр-Авр был основан Генрихом I, королём Англии и герцогом Нормандии, после восстания дворян в 1117-1118 годах. Их силы были сосредоточены в районе Вернёя, и после подавления восстания Генрих I приказал построить здесь крепость для контроля за окрестными землями. Вернёй неоднократно становился ареной кровпролитных сражений: в 1173 году его осаждал и взял штурмом французский король Людовик VII; 17 августа 1424 году здесь произошло одно из самых ожесточенных сражений Столетней войны; в 1449 года взятие Вернёя королём Карлом VII стало одним из последних сражений этой войны.
Во Время Великой Французской революции Вернёй был центром дистрикта; городская церковь Мадлен была превращена в Храм Разума.
Во время Второй мировой войны в Вернёе немцы построили большой лагерь для военнопленных, куда были помещены французские солдаты, взятые в плен во время военной катастрофы 1940 года, а затем две тысячи канадцев, попавших в плен после неудачного десанта под Дьеппом.

## Достопримечательности
- Церковь Мадлен XII века с 56-метровой башней XV века в стиле пламенеющей готики - главным символом города. В церкви находится большой орган
- Церковь Нотр-Дам XII века
- Башня Гриз XIII века, построенная по приказу короля Филипп II Августа
- Аббатство Святого Николая XVII века

## Экономика
Структура занятости населения:
- сельское хозяйство — 0,5 %
- промышленность — 21,5 %
- строительство — 2,3 %
- торговля, транспорт и сфера услуг — 45,5 %
- государственные и муниципальные службы — 30,1 %

Уровень безработицы (2014) — 17,7 % (Франция в целом —  13,5 %, департамент Эр — 13,7 %). 

Среднегодовой доход на 1 человека, евро (2014) — 17 944 (Франция в целом — 20 150, департамент Эр — 20 445).

## Демография
Динамика численности населения, чел.

## Администрация
Пост мэра Вернёй-сюр-Авра с 2014 года (с 2017 года - мэр-делегат) занимает социалист Ив-Мари Ривмаль (Yves-Marie Rivemale). На муниципальных выборах 2014 года возглавляемый им левый блок победил в 1-м туре, получив 55,06 % голосов.

## Знаменитые уроженцы
- Жером Каркопино (1881-1970),  историк, специалист по Древнему Риму
- Паскаль Киньяр (1948), писатель, эссеист, лауреат Гонкуровской премии (2002)

## Галерея

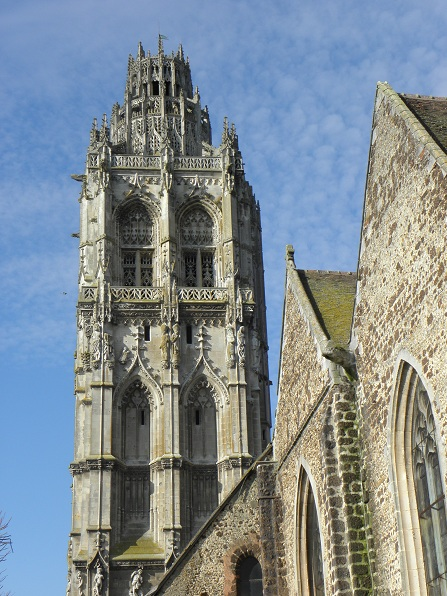
Башня церкви Мадлен
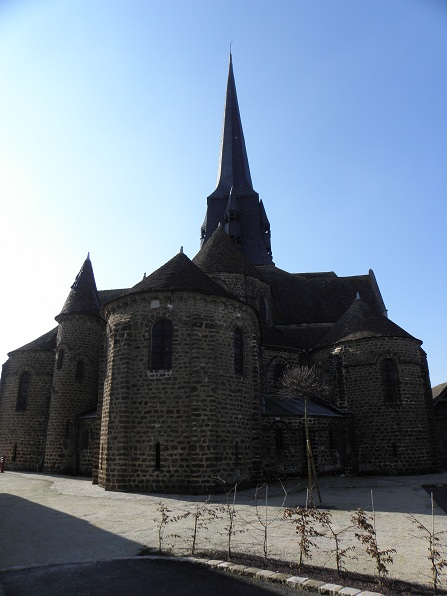
Церковь Нотр-Дам
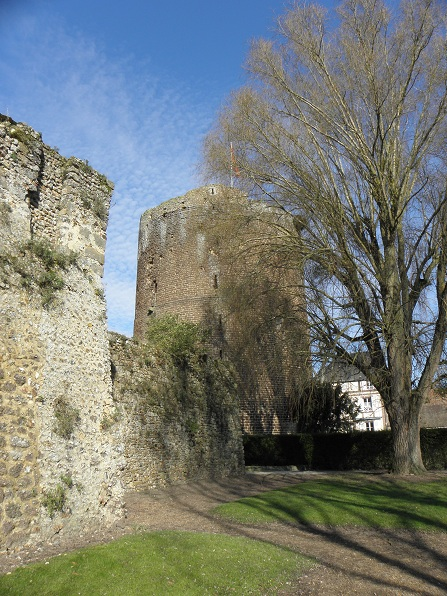
Башня Гриз
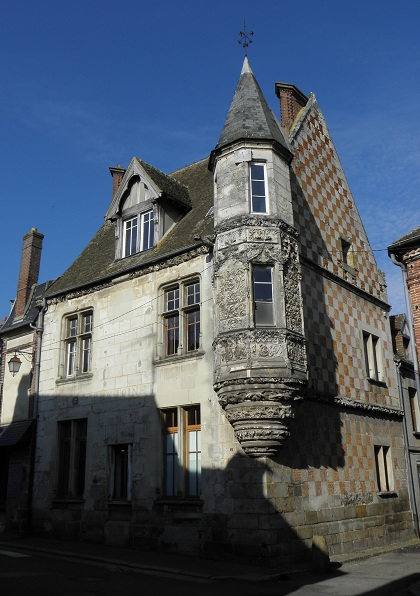
Дом в стиле Ренессанса
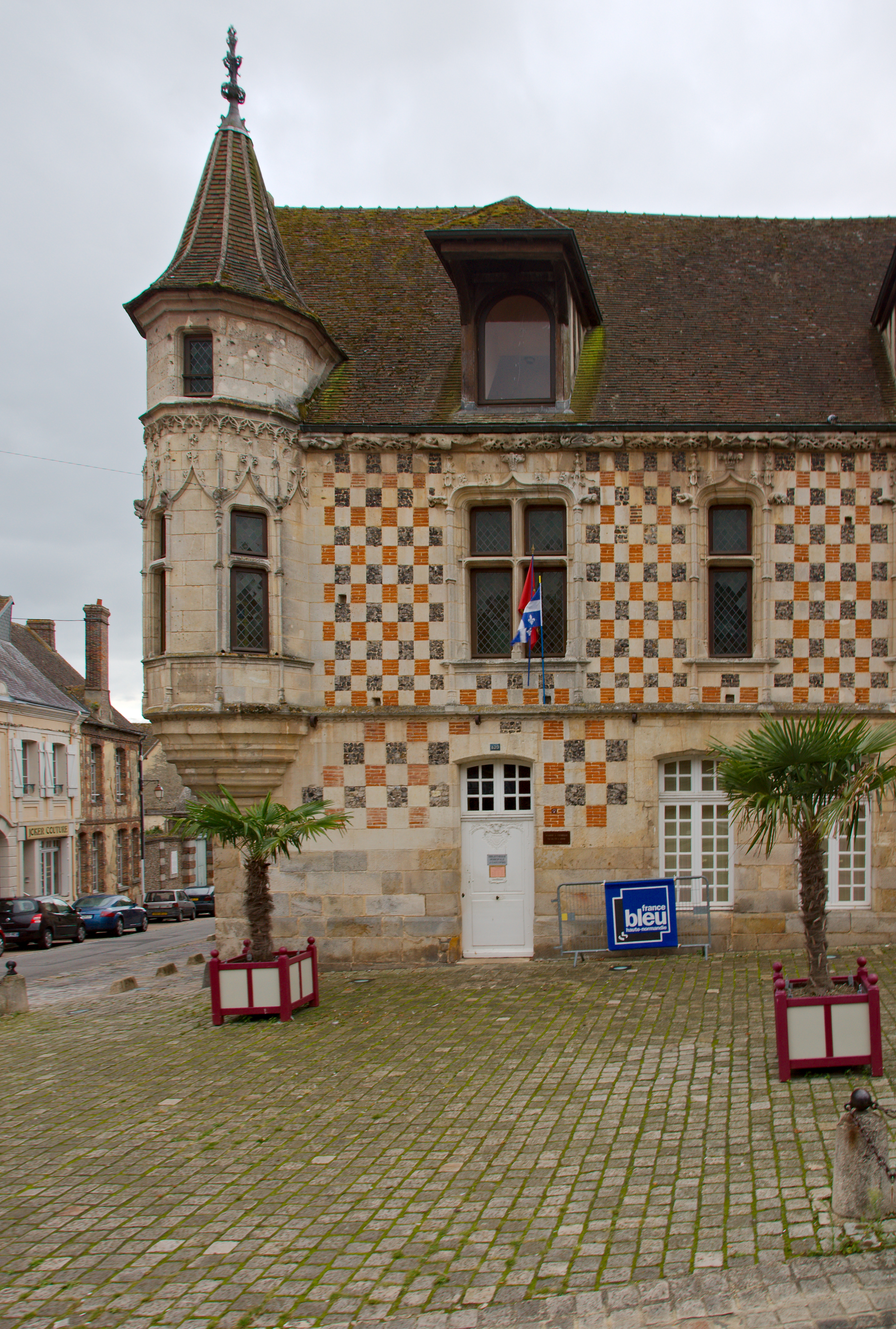
Городская библиотека